# كوبالتيت
كوبالتيت هو معدن لفلز الكوبالت ينتمي إلى فصيلة معادن الكبريتيدات، وتكون لوحدته البلورية الصيغة الكيميائية CoAsS.
يوجد المعدن في الطبيعية على شكل حُبيبي أو كتلي، ولبلوراته لون يتراوح بين البيض أو الرمادي أو الأسود. ويمكن أن تصل فيه نسبة الشوائب من الحديد أو النيكل إلى 10%.
وصف الجيولوجي مارتن كلابروت المعدن أول مرة سنة 1797، وأطلق عليه فرانسوا سولبيس بودان François Sulpice Beudant هذه التسمية نسبة إلى عنصر الكوبالت.